# Odznaka "Zasłużony dla Regionalnego Centrum Krwiodawstwa i Krwiolecznictwa w Łodzi"
Odznaka honorowa „Zasłużony dla Regionalnego Centrum Krwiodawstwa i Krwiolecznictwa w Łodzi” – wyróżnienie nadawane w uznaniu osiągnięć w zakresie:
- wybitnego propagowania i szerzenia idei honorowego krwiodawstwa, kształtowania świadomości społeczeństwa jak ważne jest oddawanie krwi aby uratować komuś życie m.in. organizatorom w szkołach ponadgimnazjalnych i zakładach pracy, przedstawicielom gmin, a także szkolnym kołom PCK na terenie województwa łódzkiego,
- pomocy w organizacji zbiórek krwi i wieloletniej współpracy z RCKiK organizatorom i działaczom Klubów HDK,
- wieloletniego wolontariatu dla RCKiK w Łodzi.

Pracownicy Sekcji Organizacji Honorowego Krwiodawstwa mogą wystąpić do Dyrekcji RCKiK w Łodzi o przyznanie odznaczenia „Zasłużony dla Regionalnego Centrum Krwiodawstwa i Krwiolecznictwa w Łodzi” dla osoby fizycznej lub instytucji. Pracownicy Sekcji Organizacji Honorowego Krwiodawstwa mogą wystąpić o przyznanie odznaczenia z własnej inicjatywy bądź na wniosek skierowany do Sekcji Organizacji Honorowego Krwiodawstwa o nadanie odznaczenia.
Podanie o nadanie odznaki powinno być przedstawione Dyrektorowi Regionalnemu Centrum Krwiodawstwa i Krwiolecznictwa w Łodzi co najmniej miesiąc przed przewidywanym terminem jego wręczenia określonym przez Pracownika Sekcji Organizacji Honorowego Krwiodawstwa lub osobę występującą o przyznanie odznaczenia.
Odznakę wraz z legitymacją nadaje Dyrektor RCKiK w Łodzi.